# 新花月
新花月（しんかげつ）は、かつて大阪府大阪市浪速区の歓楽街「新世界」のジャンジャン町（ジャンジャン横丁／南陽通り商店街）にあった劇場である。
主に松竹芸能系の若手の登竜門的な存在の場であったが、吉本興業など他のプロダクションに現在所属するベテラン芸人の中にも、初舞台を踏んだ者は少なくない。

## 概要

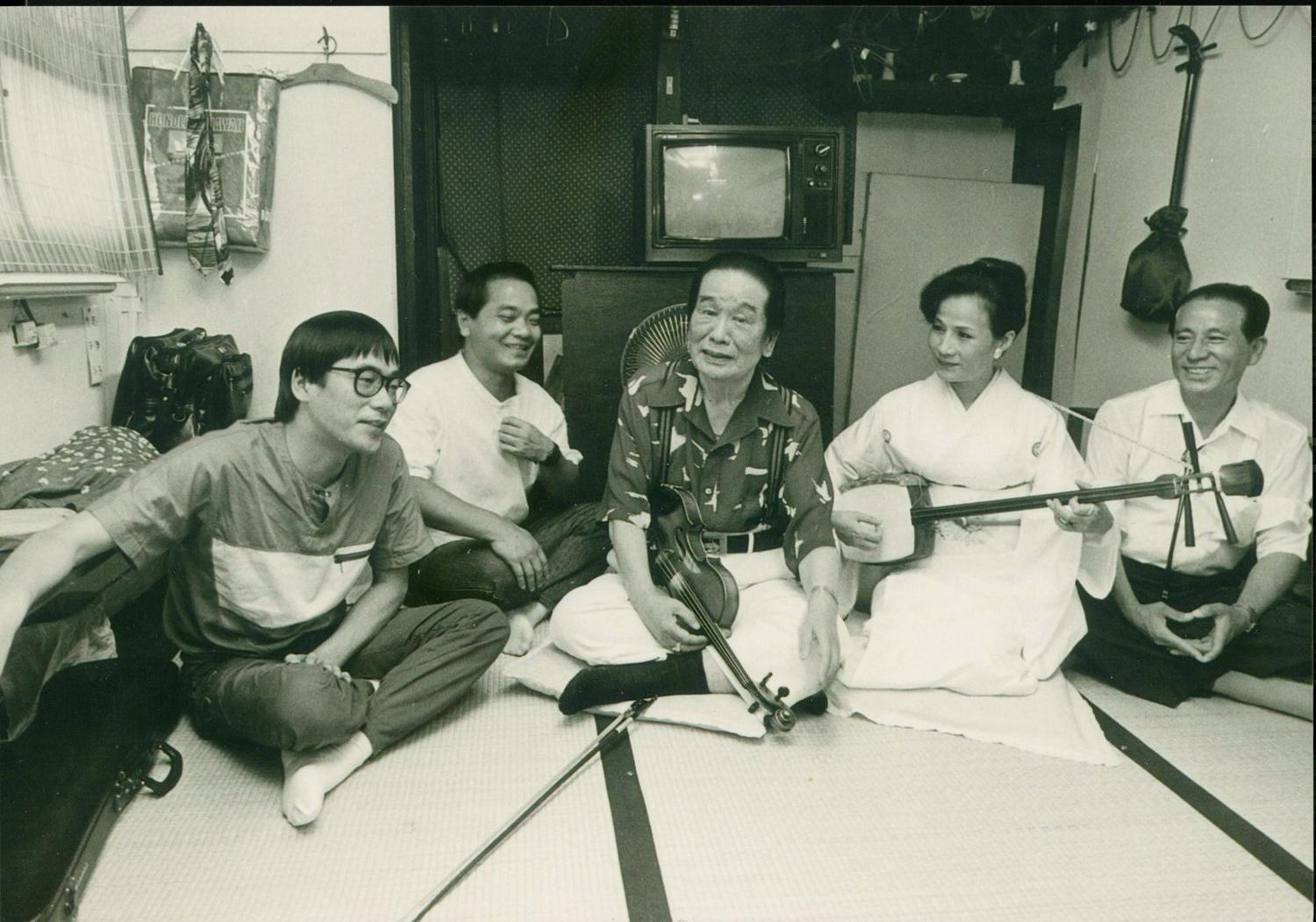
1980年代の楽屋風景。中央は西川ヒノデ。

「温泉劇場」（通称「温劇」）に併設していた演芸場であり、当初は「温泉演芸場」の名で開場した。当初の経営者は矢野興行部。新生プロダクションが芸人を配給していた。3代目桂米朝によると、漫談家の花月亭九里丸が「松竹のええメンバーを揃えるさかいというて温泉演芸場の若旦那に話をつけ」て、前夜祭で入場料を上げると超満員になったが､初日には激減し、後には九里丸が関与する以前よりも下げる結果になったという。1957年6月に九里丸が吉本興業会長・林正之助に掛け合って「新花月」の名に改名させた（当時吉本興業は寄席経営を再開する前だった）。
このため、新花月と名乗ってはいたが、芸人の配給や番組編成は新生プロ（のち合併して松竹新演芸から松竹芸能）がおこなっていた。当初は花月亭九里丸を中心に浮世亭歌楽・ミナミサザエ、浮世亭夢丸・吾妻ひな子、芦乃家雁玉・林田十郎・秋山右楽・左楽、かしまし娘等が出演していたが、1958年5月に道頓堀角座が開場すると看板芸人、ベテランは角座に出演するようになった。
新世界といった立地条件から客層が悪いことで知られ、罵声や野次が絶えなかった。このためこの劇場の客は大阪一厳しい客といわれ（特に落語）、刑務所慰問を得意にした東京の4代目鈴々舎馬風が「泣いて帰った」という伝説があるとされる。ゆえに松竹芸能はこの小屋を角座や神戸松竹座に出演する芸人達の養成施設と捉えた。したがってプログラムも若手中心となっていったが、3代目桂米朝は「あの小屋はあそこ独特の漫才師が人気あったンやね。若手を前へ並べてもお客が笑うかいな。それで看板どころ一本ぐらい出してな。」と指摘していた。米朝によれば、飛田遊廓が近くにあったため、その時間待ち（遊廓は午後11時頃から利用料を下げていた）で入ってくる客が多くいたという（新花月側も1日で3回目となる時間帯の料金は割り引いていた）。後年松竹芸能の看板となった芸人のほとんどは新人時代この小屋に出演し、鍛えられていた。また現在活躍する松竹所属以外の芸人の中にも、ここで修行を積んだ者は多い。
ここで初高座を踏んだ笑福亭鶴光によると、最初の数日間は「やめやめ」といった罵声ばかりで師匠の6代目笑福亭松鶴に相談したところ、「おまえ、客を見下してるやろ」という指摘とともに噺の前に「誠心誠意頭を下げて」挨拶することを指導され、それを実行した翌日の高座からは客が聴いてくれるようになったという。やがて顔が覚えられるようになると、高座でささやかな祝儀を渡されたり、劇場帰りに近くの立ち飲み屋で呼ばれて酒食を奢られるなど、人情に富んだ振る舞いを客から受けたことを記している。また、松竹芸能社長だった勝忠男は、3代目桂春団治はこの劇場では合わずに「とんどった」と評する一方、6代目松鶴は道頓堀角座よりも新花月の方が（高座が）「まだよかった」と述べ、『相撲場風景』の口演では「ガラが悪いのを、もうひとつガラを悪くしよンねン」と馴染んでいた様子を伝えている。
なお年に数回女流大会が行なわれていた。
1968年に火事で一部焼失。1981年に一度閉館。1987年に再開場するも1988年9月に完全閉館となった。演芸興行の客入りは悪かったが、週末に行った「演歌祭り」が好評で、これがのちの通天閣歌謡劇場、通天閣劇場TENGEKIに繋がった。

## 主な出演者（五十音順）

### 漫才
- 青芝金太・紋太
- 青芝フック・キック
- 秋田イチカ・バチカ
- アタックボーン
- 秋田一号・二号
- 秋田Aスケ・Bスケ
- 秋山右楽・左楽
- 芦乃家雁玉・林田十郎
- 東五九童・松葉蝶子
- 荒川キヨシ・小唄志津子
- 荒川キヨシ・光子
- 荒川芳政・浅田アサヒ
- 浮世亭三吾・十吾
- 浮世亭ジョージ・ケンジ
- 内海カッパ・今宮エビス
- 海原お浜・小浜
- 京唄子・鳳啓助
- 英ロビン・フット
- 鳳キング・エース
- 鳳キング・ポーカー
- うきうき・どきどき
- 岡町はじめ・三国のぼる
- 笠谷史郎・白羽圭介
- 香島ラッキー・ヤシロセブン
- 勝浦きよし・さよこ
- 上方柳次・柳太
- 北京一・京二
- 片野マミ・マリ
- 木村好江・透
- 木村リップ・チップ（西野リップ・チップ）
- こいさんず
- 幸助・福助
- 五條家菊二・松枝
- 酒井くにお・とおる
- 佐賀家喜昇・旭芳子
- 桜川末子・松鶴家千代八
- サムライトリオ
- 三遊亭小円・木村栄子
- 三遊亭柳枝・南喜代子
- 島ひろし・ミスウララ
- 正司敏江・玲児
- 空たかい・ひくい
- 太平サブロー・シロー
- 立川センタ・ライン
- Wさくらんぼ
- 千歳家今次・今若
- 司節子・敦子
- トリオ・ザ・ミミック
- 中田ダイマル・ラケット
- 中田リル・ルリ
- 中田みゆき・ゆきみ
- 中田ひろみ・なおき
- 奈和せつ子・フレッシュ花子
- はな寛太・いま寛大
- 花菱〆吉・花柳貞奴
- 春やすこ・けいこ
- 船仁のるか・喜和そるか
- フレッシュ太郎・花子
- 平和日佐丸・木村栄子
- 平和ラッパ・日佐丸
- 平和ラッパ・日佐丸嬢
- 平和すすむ・まもる
- マスコミQ・P
- 松葉家奴・松葉家喜久奴
- 麻理ナナ・ミミ
- ミスワカサ・島ひろし
- 都家文雄・荒川歌江
- もろ多玉枝・広多成三郎
- 柳サンデー・柳マンデー
- ヤングにっぽんず
- 夢路いとし・喜味こいし
- 夢乃タンゴ・園ひとみ
- 横中バック・ケース
- 横山たかし・ひろし
- レツゴー三匹
- 若井小づえ・みどり
- 若井はんじ・けんじ
- 若井ぼん・はやと

### 落語
- 2代目桂春輔（祝々亭舶伝）
- 3代目桂春団治（春団治一門）
- 3代目桂米朝
- 3代目桂文我
- 4代目桂文紅
- 6代目笑福亭松鶴（松鶴一門）
- 2代目露の五郎兵衛（露の五郎兵衛一門）
- 3代目林家染三（染三一門）

### 講談
- 3代目旭堂南陵（南陵一門）

### ショウ（音曲漫才）
- 暁伸・ミスハワイ
- あひる艦隊
- 尾崎れい子
- かしまし娘
- キクタショウ
- クエッション・ボーイズ
- ザ・クエッション
- ザ・ドリーム
- 三人奴
- ジョウサンズ
- スカタンボーイズ
- ソフトショウ
- タイヘイトリオ
- ちゃっきり娘
- 西川ヒノデショウ
- ぴんからトリオ
- フラワーショウ
- 平和勝次とサラブレッド
- 宮川左近ショウ
- 横山ホットブラザーズ
- 若葉トリオ

### 漫談
- 吾妻ひな子
- 有馬ゆうじ
- 大阪はじめ
- 花月亭九里丸
- 加茂なんば
- 京はる子
- ジョッキー井上
- テント
- トニー谷
- 浜お竜
- 宮たかし

### 浪曲
- 京山幸枝若
- 2代目京山小円嬢
- 真山一郎

### 音頭
- 生駒一
- 伊丹秀香
- 滝新太郎
- 初代鉄砲光三郎
- 三音英次
- 三門博若
- 山中一平

### 奇術
- 一陽斎正一
- 帰天斎正一
- 松旭斎滉洋＆マジックカーペット
- 松旭斎小天勝（松旭斎一門）
- 松旭斎たけし
- 松旭斎まゆみ
- ゼンジー一億
- ゼンジー中村
- ゼンジー北京
- タキ伸二

## 備考
「花月」の名前がついているが、概要の項にあるとおり吉本興業とは一切関係がない。
また、松竹系といわれていたが、松竹直営でも松竹グループでもなく、松竹芸能が芸人を提供していただけであり、実際の経営は地場企業である新世界興業株式会社がおこなっていた。